# Masters (Lucio Battisti)
Masters è una raccolta di 60 canzoni rimasterizzate di Lucio Battisti, uscita il 29 settembre 2017. La data di pubblicazione è un omaggio ai 50 anni della canzone 29 settembre, pubblicata nel 1967.

## Descrizione
Le tracce sono state rimasterizzate a 24-bit/192kHz grazie a un accurato lavoro di restauro iniziato con il recupero delle stesse dai master originali.

## Tracce
CD 1
1. Un'avventura
2. 29 settembre
3. Balla Linda
4. Io vivrò senza te
5. Nel cuore, nell'anima
6. Acqua azzurra, acqua chiara
7. Fiori rosa, fiori di pesco
8. Il tempo di morire
9. Mi ritorni in mente
10. Emozioni
11. Dieci ragazze
12. Anna
13. 7 e 40
14. La collina dei ciliegi
15. Pensieri e parole
16. Il mio canto libero
17. Il nostro caro angelo

CD 2
1. La luce dell'est
2. I giardini di marzo
3. Io vorrei... non vorrei... ma se vuoi...
4. Innocenti evasioni
5. E penso a te
6. La canzone del sole
7. Anche per te
8. Comunque bella
9. Le tre verità
10. Dio mio no
11. Anima latina
12. Due mondi
13. La canzone della terra
14. Ancora tu
15. Amarsi un po'

CD 3
1. Una donna per amico
2. Nessun dolore
3. Sì, viaggiare
4. Dove arriva quel cespuglio
5. Aver paura d'innamorarsi troppo
6. Il veliero
7. Neanche un minuto di "non amore"
8. Ho un anno di più
9. Perché no
10. Con il nastro rosa
11. Respirando
12. Perché non sei una mela
13. Prendila così
14. Una giornata uggiosa

CD 4
1. E già
2. La sposa occidentale
3. Don Giovanni
4. Equivoci amici
5. L'apparenza
6. Scrivi il tuo nome
7. Le cose che pensano
8. A portata di mano
9. Così gli dei sarebbero
10. Hegel
11. La bellezza riunita
12. A Song to Feel Alive
13. Potrebbe essere sera
14. Cosa succederà alla ragazza

## Classifiche
| Classifica (2017) | Posizione massima |
| ----------------- | ----------------- |
| Italia            | 1                 |

### Classifiche di fine anno
| Classifica (2017) | Posizione |
| ----------------- | --------- |
| Italia            | 36        |